# Enak Gavaggio
Enak Gavaggio (ur. 4 maja 1976 w Ambilly) – francuski narciarz, specjalista narciarstwa dowolnego. Jego największym sukcesem jest brązowy medal w skicrossie wywalczony podczas mistrzostw świata w Madonna di Campiglio. Zajął także 5. miejsce w tej samej konkurencji na igrzyskach olimpijskich w Vancouver. Najlepsze wyniki w Pucharze Świata osiągnął w sezonie 2005/2006, kiedy to zajął siódme miejsce w klasyfikacji generalnej, a w klasyfikacji skicrossu był trzeci. Ponadto w sezonach 2002/2003 i 2003/2004 był drugi w klasyfikacji skicrossu.

## Osiągnięcia

### Igrzyska olimpijskie
| Miejsce | Dzień     | Rok  | Miejscowość | Konkurencja | Zwycięzca      |
| ------- | --------- | ---- | ----------- | ----------- | -------------- |
| 5.      | 21 lutego | 2010 | Vancouver   | Skicross    | Michael Schmid |

### Mistrzostwa świata
| Miejsce | Dzień    | Rok  | Miejscowość          | Konkurencja | Zwycięzca    |
| ------- | -------- | ---- | -------------------- | ----------- | ------------ |
| 25.     | 18 marca | 2005 | Ruka                 | Skicross    | Tomáš Kraus  |
| 3.      | 6 marca  | 2007 | Madonna di Campiglio | Skicross    | Tomáš Kraus  |
| DNF     | 2 marca  | 2009 | Inawashiro           | Skicross    | Andreas Matt |

#### Miejsca w klasyfikacji generalnej
- sezon 2002/2003: 9
- sezon 2003/2004: 8.
- sezon 2004/2005: 49.
- sezon 2005/2006: 7.
- sezon 2007/2008: 46.
- sezon 2008/2009: 83.
- sezon 2009/2010: 76.

#### Miejsca na podium
1. Laax – 18 stycznia 2003 (Skicross) – 1. miejsce
2. Les Contamines – 7 stycznia 2004 (Skicross) – 1. miejsce
3. Pozza di Fassa – 11 stycznia 2004 (Skicross) – 1. miejsce
4. Laax – 18 stycznia 2004 (Skicross) – 1. miejsce
5. Les Contamines – 14 stycznia 2006 (Skicross) – 3. miejsce
6. Pec pod Sněžkou – 3 lutego 2006 (Skicross) – 1. miejsce
7. Flaine – 16 stycznia 2008 (Skicross) – 2. miejsce

- W sumie 5 zwycięstw, 1 drugie i 1 trzecie miejsce.